# BeReal
BeReal（ビーリアル）は、フランスのSNSアプリ。GoProの元従業員であるアレクシ・バレイヤとケビン・ペローによって開発され、2020年に公開された。2022年初頭から半ばにかけて急速に人気を獲得し、同年8月下旬時点でアプリの日間アクティブ利用者数は1,000万人以上、月間アクティブ利用者数は2,160万人以上いる。有給のアンバサダー・プログラムが後押しとなり、大学のキャンパスから広く普及した。

## 特徴
1日1回、すべての利用者に向けて2分間の投稿枠が開いたことを一斉に通知する。指定される投稿枠の時間は日によって異なり、利用者はいつ通知が来るのかは知らされない。利用者は投稿枠が開いたら、前方カメラと後方カメラの同時撮影を必須として、その瞬間に何をしているのかを視覚的に描写した投稿（通称"BeReal"）の作成を行う。投稿に用いる写真に画像処理フィルタを適用するなどの編集は一切できず、フォロワー数もない。このような制限により、「一度だけの本当の自分を友達に見せる」こと、利用者が完璧ではない写真を投稿することに重点を置いている。
日々の通知が送られると、利用者は前日に撮られた他の人のBeRealを見ることが出来なくなる。さらに、利用者は自分の写真を投稿するまで、その日撮られた他の人のBeRealを見ることは出来ない。時間通りに投稿されたBeRealは投稿された時間を表示され、2分間の期限を過ぎて投稿されたBeRealは、投稿者がどれだけ遅れたか表示される。また、他の利用者は、BeRealの撮影回数と、BeRealが撮影された位置情報を見ることが出来る。
利用者は一度だけ自分のBeRealを削除して別のBeRealを投稿することができるが、1度に複数のBeRealを投稿することはできない。投稿できるのが1日1回であるため、2022年初めに人気を得たWordleと比較されることもある。
BeRealはフレンドに登録された人と共有され、フレンドのBeRealにはコメントとRealMojiと呼ばれる絵文字を投稿することが出来る。ディスカバリー機能も備えており、利用者はフレンド以外の利用者に向けて共有することが可能になっている。しかしディスカバリーではBeRealにコメントすることはできず、RealMojiのみ送ることが出来る。
Instagramに対抗するために設計されているのと同時に、SNS中毒や使いすぎを抑えるために設計されている。マーケティング資料では"中毒になる可能性がある"と警告しているが、"BeRealは利用者を有名人にすることはない"とも記載されている。
明確な画像管理プロセスが存在しないため、利用者による不適切な写真の投稿を制限することはできない。利用者が不適切な内容を投稿している場合、その写真や他の利用者を報告することができる通報機能がある。

## 問題点
1日1回の投稿枠の通知が来ることでユーザが一斉に写真を撮影することによるシャッター音が騒音問題となっており、特に学校の授業中や更衣室内、図書館、コンサート会場、満員電車などにいる際に通知が来た際に利用者がTPOをわきまえないことが問題点であると指摘されている。

## 沿革
- 2020年に公開[12][13]。
- 2022年4月にアンドリーセン・ホロウィッツとアクセルが主導する3,000万ドルの資金調達を受ける[17][32]。
- 2022年5月にユーリ・ミルナーの投資会社「DSTグローバル」による資金調達ラウンドで8500万ドルを獲得し、BeRealの評価額は約6億ドルに上昇[32][27]。
- 2024年6月にフランスのゲーム制作会社であるVoodooに5億ユーロで買収される[33]。